# Balbuena (métro de Mexico)
Balbuena est une station de la Ligne 1 du métro de Mexico qui est située à l'est de Mexico, dans la délégation Venustiano Carranza.

## La station
La station est ouverte en 1969.
Elle doit son nom au jardin Garden Balbuena tout proche, réalisé par les architectes Mario Pani et Agustín Landa Verdugo, et nommé en hommage au poète espagnol Bernardo de Balbuena, auteur entre autres ouvrages de: Mexican Greatness, Compendium apologétique à la louange de la poésie ou Âge d'or dans les jungles de Eriphyle entre autres. L'image de la station représente les fleurs du jardin Balbuena.